# Plovákový ventil

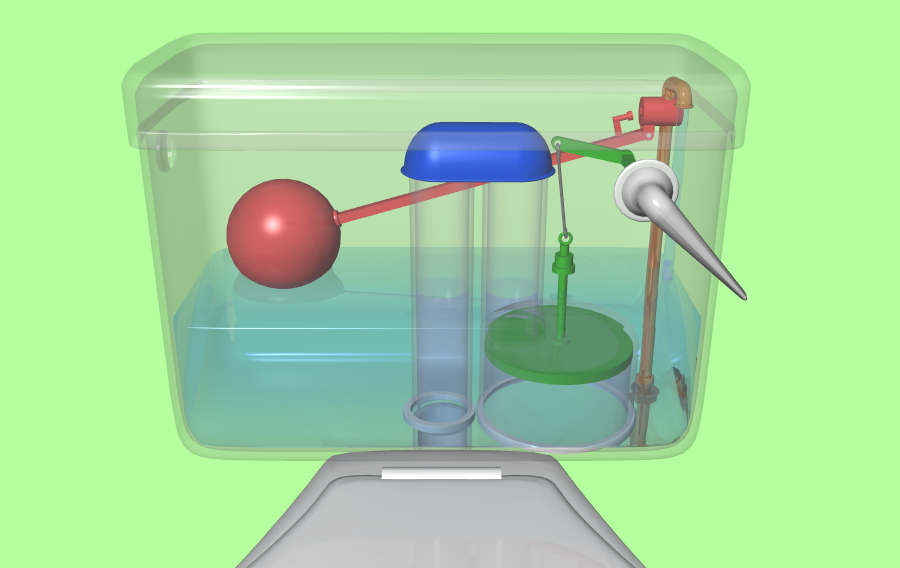
Plovák po napuštění nádrže

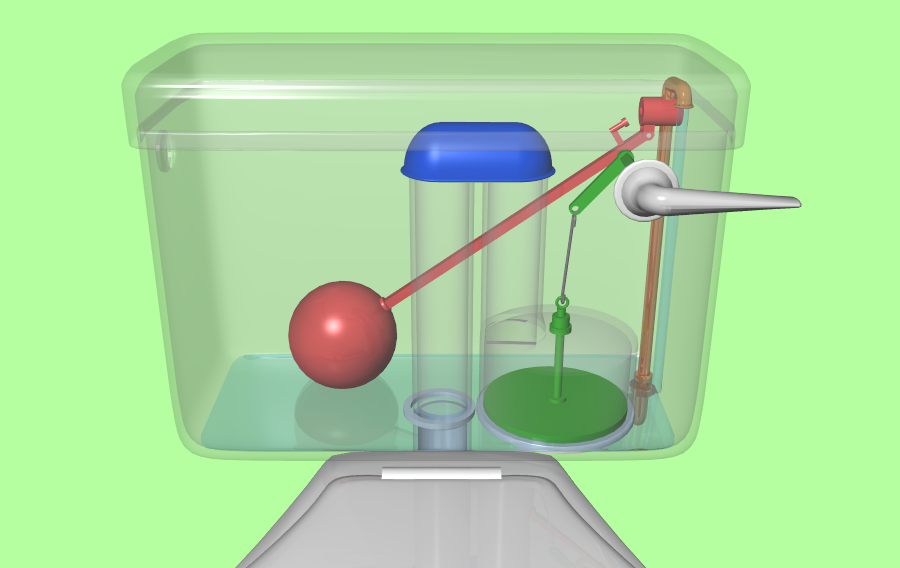
Plovák po vypuštění nádrže

Plovákový ventil je regulační mechanismus se zpětnou vazbou pro plnění vodních nádrží, např. splachovacích záchodů do určené úrovně hladiny. Vynalezen byl roce 270 př. n. l. v Alexandrii ve Starověkém Egyptě.
Skládá se z ventilu napojeného na plovák prostřednictvím páky namontované v horní části nádrže. Ventil je napojen k přívodnímu vodovodu a je otevírán a zavírán pohybem páky, s plovákem. Když hladina vody dosáhne požadované úrovně, páka uzavře ventil a tím zastaví přívod vody.
Tato zařízení se většinou prodávají v specializovaných obchodech pro instalatéry (železářství) a v prodejnách domácích potřeb.